# Soul Station
Albums de Hank Mobley
Peckin' Time
(1958) Roll Coll
(1960)
Soul Station est un album du saxophoniste de jazz Hank Mobley enregistré et sorti en 1960.

## Accueil critique
Dans la réédition CD Rudy Van Gelder, le critique de jazz Bob Blumenthal explique que cet album est pour Mobley ce que Saxophone Colossus et Giant Steps furent pour Sonny Rollins et John Coltrane respectivement. Il considère cet enregistrement comme "l’un des meilleurs programmes musicaux sortis sur le label Blue Note ou sur d’autres labels". Pour  Stacia Proefrock, critique chez AllMusic, "dans l’ensemble c’est un enregistrement éblouissant".

## Titres
| 1.    | Remember             | Irving Berlin            | 5:41 |
| 2.    | This I Dig of You    | Hank Mobley              | 6:25 |
| 3.    | Dig Dis              | Mobley                   | 6:08 |
| 4.    | Split Feelin's       | Mobley                   | 4:55 |
| 5.    | Soul Station         | Mobley                   | 9:06 |
| 6.    | If I Should Lose You | Ralph Rainger, Leo Robin |      |
| 37:23 |                      |                          |      |

## Musiciens
- Hank Mobley – saxophone ténor
- Wynton Kelly – piano
- Paul Chambers – contrebasse
- Art Blakey – batterie